# لیا سلانگا
لیا سلانگا (انگلیسی: Lea Salonga؛ زادهٔ ۲۲ فوریهٔ ۱۹۷۱) بازیگر، خواننده، صداپیشه، بازیگر تئاتر و ستون‌نویس اهل فیلیپین است. وی از سال ۱۹۷۸ میلادی تاکنون مشغول فعالیت بوده‌است.